# 스포츠월드
스포츠월드는 세계일보에서 발행하는 스포츠 일간지다.
2018년 9월 현재 사장은 세계일보 정희택사장이 겸직하고 있다. 본사는 서울 용산구 서빙고로 17, 세계일보 건물 31층이고 세계일보는 해당 신문에 앞서  <세계여성>(종합여성)(89년 10월 ~ 95년 2월)  <세계와 나>(종합교양)(89년 11월 ~ 95년 5월) <쉬크>(Chic)(여성 라이프스타일)(94년 5월 창간됐으나 97년 3월 세계일보사에서 출판국이 분사,설립된 (주) 서일문화로 같은 해 4월호부터 발행사 변경됐으며 서일문화 폐업과 함께 98년 4월 폐간)  <클라쎄>(CLASSE)(종합여성)(95년 4월 창간됐지만 97년 3월 세계일보사에서 출판국이 분사,설립된 서일문화로 같은 해 4월호부터 발행사 변경됐고 서일문화 폐업과 함께 98년 3월 폐간)가 있었으나 현재는 모두 폐간된 상태이며 그 이후 잡지 사업을 하지 않고 있다.
한편, 앞서 언급한 세계일보의 과거 잡지들 중 <클라쎄>는 96년 5월호에 "윤정희 연하 소문의 동생 손마리아 조제수녀 충격 극비인터뷰"란 기사에서 "손미현이 왜 봉쇄된 수녀원에 있으며 윤정희의 동생이라면 왜 굳이 숨겨야하는 것일까" 등의 기사를 실었고  이에 배우 윤정희가 "<클라쎄>가 내 여동생(손미현)을 딸인 것처럼 왜곡한 기사를 써 명예를 훼손했다"며 <클라쎄> 최초 발행사인 세계일보와 문제의 기사를 작성한 성석남 자유기고가를 상대로 손해배상청구소송을 제기했고 이에 서울지법은 97년 10월 1일 세계일보와 성석남 자유기고가에게 "6천만원을 배상하라"는 판결을  내렸다.